# Chamberí

Madrid, röd markering Chamberí

Chamberí är ett distrikt i Madrid (Spanien). Det är administrativt indelat i sex stadsdelar (Gaztambide, Arapiles, Trafalgar, Almagro, Ríos Rosas och Vallehermoso). Antalet invånare närmar sig 150 000. Distriktet begränsas i väster av gatorna calle de la Princesa, calle de Meléndez Valdés, calle de Arcipreste de Hita, calle de Isaac Peral, plaza de Cristo Rey och Paseo de Juan XXIII, i söder av gatorna calle de Alberto Aguilera, glorieta de Ruiz Jiménez, calle de Carranza, glorieta de Bilbao, calle de Sagasta, plaza Alonso Martínez, calle de Génova och Plaza de Colón, i öster av Paseo de la Castellana och i norr av Avenida de la Moncloa, avenida de Reina Victoria, glorieta de Cuatro Caminos och gatan calle de Raimundo Fernández Villaverde.

## Historia
Under medeltiden tillhörde marken som nu utgör distriktet Chamberí Tempelriddarna fram till att orden upplöstes i början av 1300-talet. Senare kom markområdena att bilda en del av Consejo de Fuencarral. På den tiden var terrängen skogbeklädd och användes av medlemmar av hovet för jakt.
Detta fortgick till Karl I:s regering, då man började att fälla skogen och omvandla området till betesmark och senare till torrmark och ödemark, med undantag för några trädgårdar nära vattendragen, såsom San Bernardino, la Castellana, Cantarranas och Maudes. Trädgårdarna i Santa Engracia, Eloina och La huerta de España var i bruk fram till början av 1900-talet.

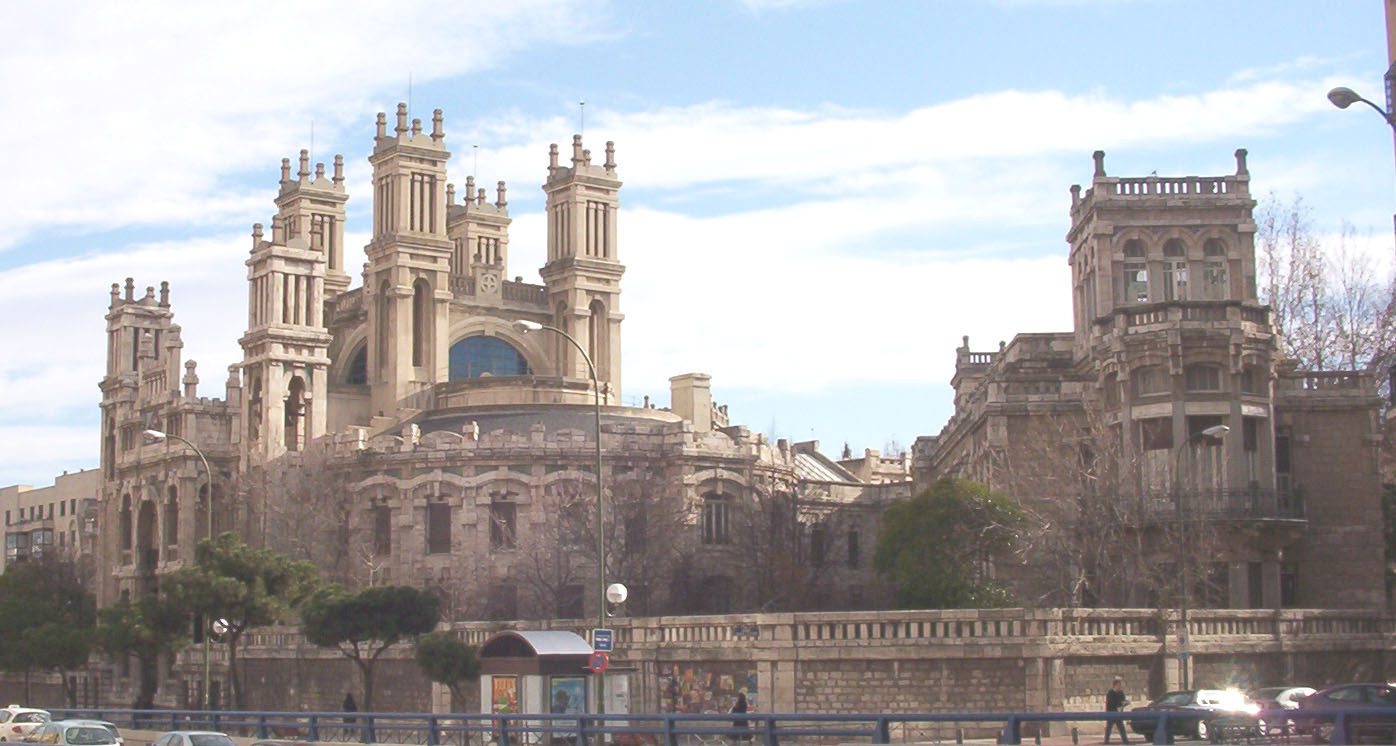
Hospital de Maudes.

Under 1600-talet, tillhörde 80 % av jorden kyrkan, adeln och hovet. Resten tillhörde bönder och ett stort antal jordägare. Mestadels odlades spannmål och vin.
Det sägs att under ockupationen av Napoleons franska trupper i Spanien, låg det en militärförläggning på vad som idag är Plaza Chamberí och de franska trupperna kallade området Chambéry, vilket gav namnet åt detta distrikt i Madrid. Historikerna berättar att Daoíz y Velarde tillsammans med en milis från distriktet och dess omgivningar under händelserna den 2 maj kom upp från gatorna Malasaña och Tribunal och mötte soldaterna från denna förläggning på nuvarande gatan Luchana.
Efter konfiskationen av de kyrkliga egendomarna under Mendizábal, kom större delen av området i statligt och privat ägo, och planläggning av området skedde i diverse stadsplaner under 1800-talet och 1900-talet. Eftersom detta var ett område som var delvis ockuperat är gatorna inte lagda så regelbundet som Barrio de Salamanca. På grund av närvaron av industrier och kyrkogårdar är den sociala sammansättningen mycket varierad.

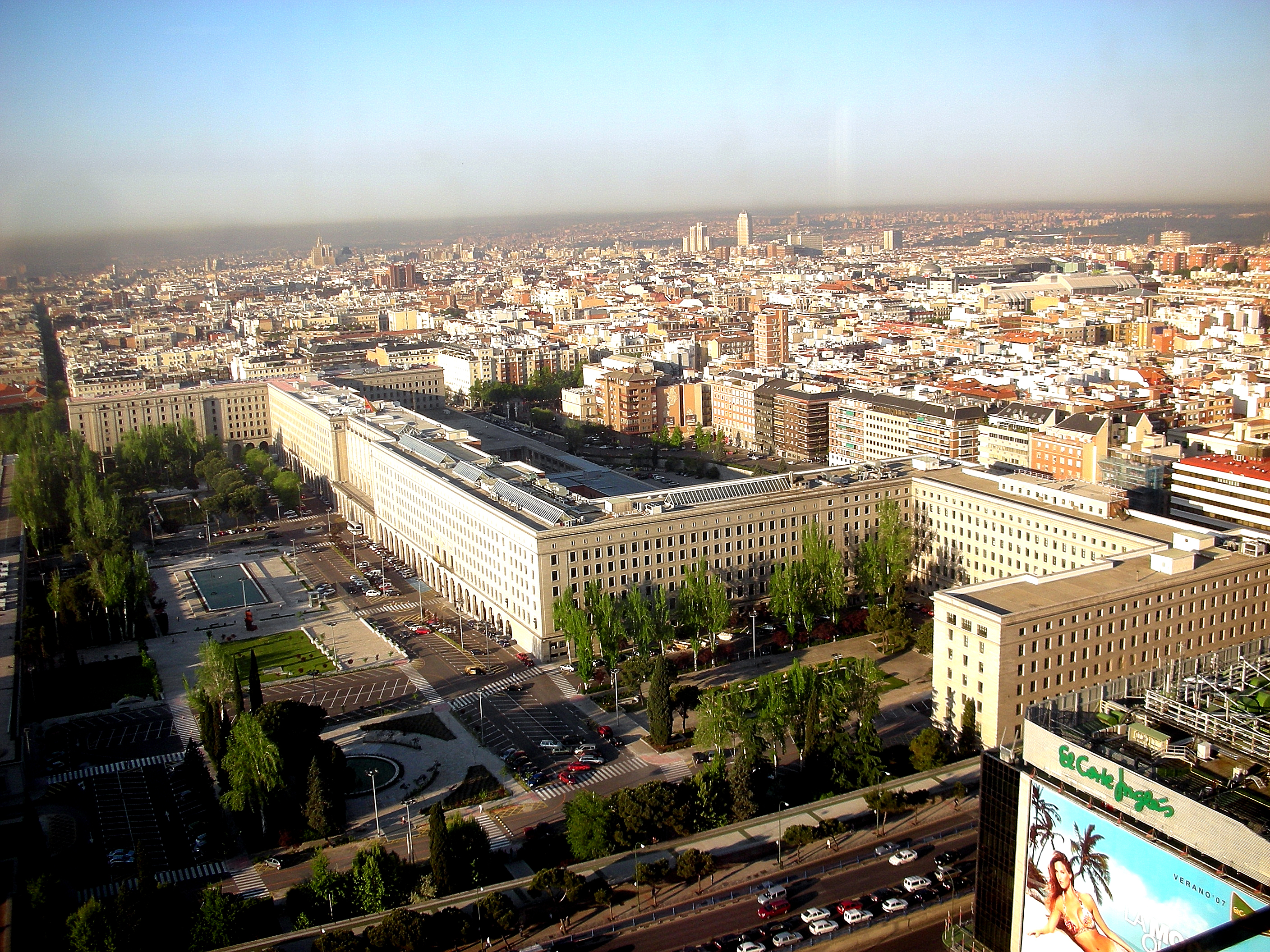
Flygbild av Nuevos Ministerios.

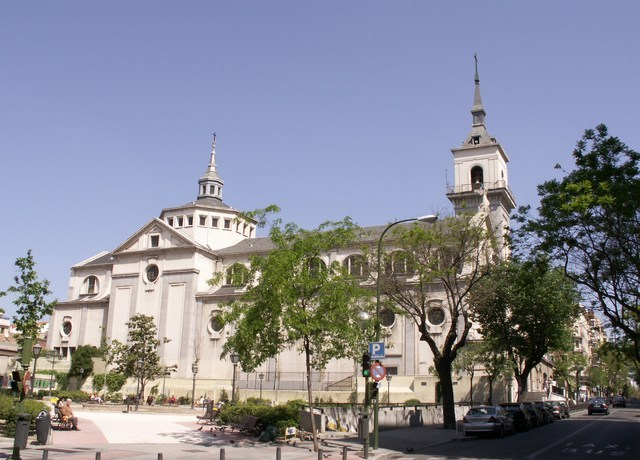
Iglesia del Santísimo Cristo de la Victoria, exempel på arkitektur från francotiden.

## Arkitektur och stadsbyggnad
Det arkitektoniska intresset i distriktet kommer sig av det stora överflödet av byggnader i modern stil, nygotiska och Neomudéjar som man bevarat, inte bara bostadshus (framför allt i kvarteren Almagro och Trafalgar), utan institutioner (Asilos de San Diego och Asilos de Almagro, skolbyggnaderna San Rafael och El Porvenir, Patronato de Enfermos, etcetera), kyrkor (Los Ángeles, Salesas Reales, Santuario del Perpetuo Socorro) och infrastruktur (Parque de Bomberos, installationer för Canal de Isabel II, och så vidare). Det finns också två framträdande byggnader som representerar den arkitektoniska rationalismen: Estación de Servicio de Vallehermoso och Casa de las Flores.

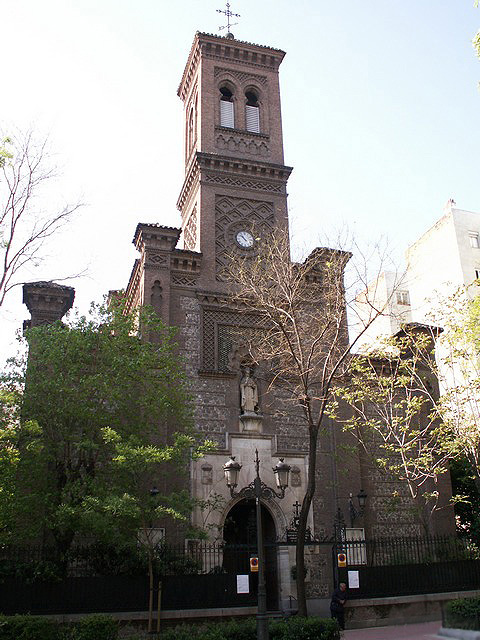
Iglesia de San Fermín de los Navarros.
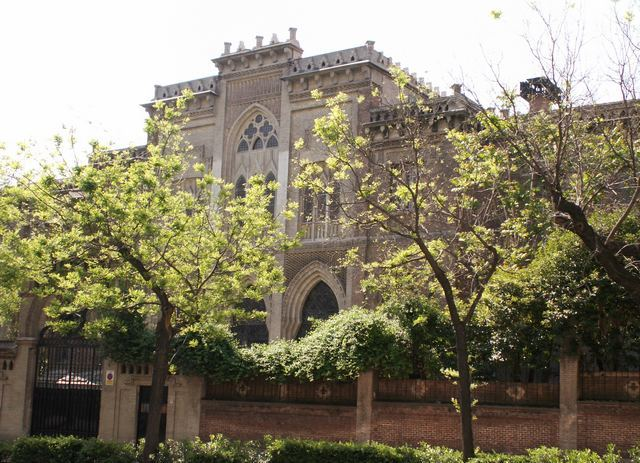
Asilo de San Diego.
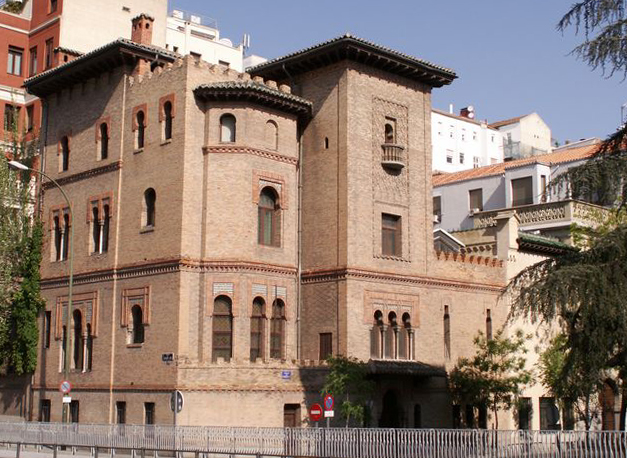
Instituto de Valencia de Don Juan.
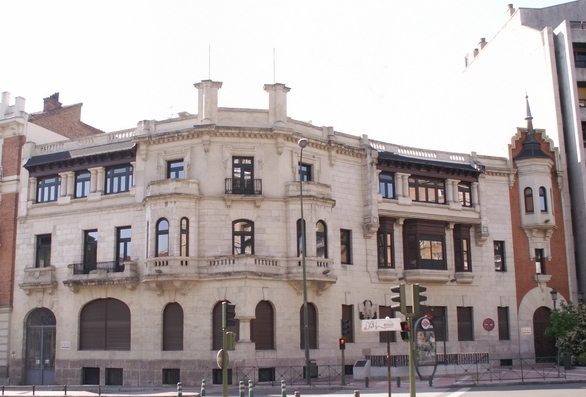
Palacete de Miguel Maura och säte för Spanska Röda Korset vid Plaza de Rubén Darío.

## Transporter

Den första linjesträckningen av Madrids tunnelbana, som gick genom området från norr till söder i sin ursprungliga sträckning.

Stadstrafiken i distriktet är tät, speciellt längs de två axlarna öst-väst (Cea Bermúdez-José Abascal och Ríos Rosas-Avda. Filipinas-Cea Bermúdez) som förbinder A-6 (Madrid-A Coruña) och A-2 (Madrid-La Junquera).
Axeln norr-söder (Santa Engracia och Bravo Murillo-Fuencarral-San Bernardo) har inte lika tät trafik eftersom den tas om hand av Paseo de la Castellana, en trafikled som är gemensam för Chamberí och distrikten Salamanca och Chamartín.
Parkeringsproblemen som har sin grund i avsaknaden av allmänna parkeringar och få privata garage, har till del fått sin lösning genom att distriktet har inkluderats i parkeringssystemet SER och uppförandet av olika parkeringar för boende (San Juan de la Cruz, Ríos Rosas, Filipinas, Cea Bermúdez, San Francisco de Sales, Meléndez Valdes, Conde de Valle-Súchil).

### Cercanías Madrid
En station, Nuevos Ministerios, ligger i nordöstra delen av distriktet och där kan man ta något av tågen på cercaníalinjerna C-2, C-3, C-4, C-7, C-8 och C-10.

### Metro de Madrid
Distriktets strategiska placering i norra centrala delen av staden gör att Chamberí varit ett distrikt med mycket bra kommunikation med resten av staden sedan lång tid tillbaka, speciellt tack vare Madrids tunnelbana.

## Service
På grund av distriktets traditionella sammansättning av befolkningen, dominerar medelklass och överklass, Chamberí har drabbats kroniskt av offentliga institutioner, framförallt inom områdena sanitet och utveckling.

### Kommers
Distriktet fortsätter att ha karaktären av bostadsområde, varför en stor del av den traditionella kommersen har bibehållits. Några områden har blivit specialiserade (bilhandel i Bravo Murillo, möbler och dekor Filipinas och Cea Bermúdez), och så vidare. Efter sprängattentatet i Olavide-marknaden 1970 finns livsmedelsaffärer i Vallehermoso, Andrés Mellado, Chamberí och Alonso Cano.

## Andra uppgifter av intresse
- Fiestas del Distrito: 16 juli (Virgen del Carmen).
- Etymologí: Namnet kommer från den franska staden Chambéry, huvudort i Savoie.